# Adam Pierzga
Adam Józef Pierzga (* 14. November 1984 in Racibórz, Oberschlesien) ist ein ehemaliger polnischer Radrennfahrer. Während seiner Laufbahn gewann er von 2008 bis 2014 insgesamt zehn Tagesabschnitte und mi seinem Team ein Mannschaftszeitfahren internationaler Etappenrennen.

## Erfolge
2008
- Prolog, Mannschaftszeitfahren und eine Etappe Tour de la Guadeloupe

2009
- eine Etappe Vuelta a la Independencia Nacional
- Prolog und zwei Etappen Tour de la Guadeloupe

2010
- zwei Etappen Vuelta a la Independencia Nacional

2011
- eine Etappe Tour de la Guadeloupe

2014
- eine Etappe Tour de la Guadeloupe

## Teams
- 2013 BDC-Marcpol Team